# Louis-François Thourou de Moranzel
Louis-François Thourou de Moranzel, seigneur de Cangey, est un architecte français né à Paris le 11 janvier 1709 et mort à Fontainebleau le 16 août 1784.

## Biographie
Il est inspecteur au Château de Fontainebleau de 1728 à 1741. Afin de pouvoir accueillir toute la cour, Louis XV décide de réaménager le château de Fontainebleau. Louis-François Thourou de Moranzel dirige la construction de l'aile sud, ou aile Louis XV, du château sur la cour des Adieux, ou cour du Cheval Blanc, à partir du Gros pavillon à l'emplacement du pavillon des Poêles, sur les plans de Jacques V Gabriel et d'Ange-Jacques Gabriel. La partie orientale de l'aile Louis XV a été construite en 1739-1740 et la partie occidentale en 1773-1774. En 1738, Jacques V Gabriel a construit l'aile la plus à l'est de la cour de la Conciergerie, appelée aussi cour des Princes, pour recevoir les princes.
En janvier 1749, il remplace son grand-oncle, Louis de Cotte, dans la fonction de contrôleur des Bâtiments du roi au palais de Fontainebleau qu'il quitte en 1776. Le roi fait réaménager les appartements.
Le 20 mars 1750, Thourou de Moranzel demande aux Carmes qui possèdent l'ermitage de la Madeleine, dans la forêt de Fontainebleau, de le lui céder en concession viagère. Il y restait une chapelle dans laquelle les Carmes disaient la messe. Thourou de Moranzel a agrandi la propriété et édifié un pavillon d'habitation et des communs,. L'architecte habitait l'hôtel de la Coudre, à Fontainebleau, en hiver, et l'ermitage en été.
Il a construit en 1749, sur les plans d'Ange-Jacques Gabriel, le Ermitage pour Madame de Pompadour, à Fontainebleau, dont il a été l'architecte avec Lassurance et Jean-Charles Garnier d'Isle,.
Le 13 mai 1754, il écrit au marquis de Vandières que M. Slotz et le sieur Giraut, décorateur et menuisier des menus plaisirs sont venus à la salle des machines du théâtre.
Il est nommé architecte de la 2e classe de l'Académie royale d'architecture en 1756. Il est promu à la 1re classe en 1773, et à la vétérance en 1776.
Comme ancien contrôleur des Bâtiments du roi, il reçoit une pension de 3 000 livres de la Maison du Roi par décision du 25 novembre 1775. Par la même décision, cette pension doit être de 1 500 livres au profit de sa veuve, Marie-Anne Robusse (née en 1715).

## Famille
- Robert de Cotte est marié à Catherine Bodin,
  - Jules-Robert de Cotte, seigneur de Château-Gontier, suivra les pas de son père comme architecte du roi, intendant des bâtiments, jardins, arts et manufactures, directeur de la monnaie, conseiller amateur à l’Académie royale en 1710.
    - Jules-François de Cotte (1721-1811), conseiller au parlement, marié le 17 octobre 1741 avec Anne Claude Mouslier
      - Pierre Paul de Cotte (Paris, 1759-Riom, 1812), procureur général du roi au supérieur de Saint-Domingue, mariée le 2 janvier 1806 à Caroline de Conway (1775-1862)
        - Jules Charles Conway de Cotte (1807-1859), général de division[12].

    - Marie-Suzanne de Cotte, mariée le 25 février 1729 à Charles-Étienne Le Peletier seigneur de Beaupré, intendant de la généralité de Châlons en 1739, conseiller d'État en 1749, président du Grand conseil entre 1753 et 1761[13],
      - Louise Suzanne Le Peletier de Beaupré (1737-1762), mariée à son cousin germain Michel Étienne Le Peletier de Saint-Fargeau (1736-1778),
        - Louis Michel Le Peletier de Saint-Fargeau (1760-1793).

    - Marie-Marthe de Cotte, mariée le 4 février 1739 avec Pierre Paul Gilbert de Voisins (juillet 1715 - 15 mai 1754), conseiller ordinaire du roi en ses conseils, président du parlement, reçu avocat du roi au Châtelet en 1736, avocat général au parlement en janvier 1739, président à mortier sur démission de Germain-Louis Chauvelin, ancien Garde des Sceaux de France, en juin 1746, reçu le 15 juillet 1746[14].
      - Pierre Paul II Gilbert de Voisins (vers 1748-guillotiné le 15 novembre 1793),
        - Pierre Paul Alexandre Gilbert de Voisins (1773-1843).

  - Jean-Armand de Cotte fut prêtre, docteur de Sorbonne, chanoine de l'église de Paris et abbé des abbayes de Saint-Seurinet de Lonlay (actes d'état civil Saint-Germain-l'Auxerrois).
  - Marie Anne Catherine de Cotte, mariée à Charles Louis Thourou, conseiller du roi, trésorier receveur général et payeur des rentes de l'Hôtel-de-Ville de Paris,
    - Louis-François Thourou de Moranzel (né à Paris le 11 janvier 1709 - 1785), architecte, membre de l'Académie royale d'architecture en 1756[15]. Il est mort en 1785. Son épouse, Marie-Anne Robusse, reçoit cette année-là une pension de 1 500 livres de la Maison du Roi en considération de feu son mari, ancien contrôleur des bâtiments du roi à Fontainebleau[16].

## Généalogie simplifiée
|                                     |                                     |                                     |                                     |                                     |                                     |  |  |                                            |                                            |                                            |                                            |                                            |                                            |                                   |                                   |                                   |                                   | Jehan Mansart (maître maçon)    | Jehan Mansart (maître maçon)    | Jehan Mansart (maître maçon)    | Jehan Mansart (maître maçon)    | Jehan Mansart (maître maçon)  | Jehan Mansart (maître maçon)  |                                              |                                              |                                              |                                              |                                              |                                              | Jacques Le Roy (maître maçon) | Jacques Le Roy (maître maçon) | Jacques Le Roy (maître maçon)              | Jacques Le Roy (maître maçon)              | Jacques Le Roy (maître maçon)              | Jacques Le Roy (maître maçon)              |                                                   |                                                   |                                                   |                                                   |                                                                       |                                                                       |                                                                       |                                                                       |                                                                       |                                                                       |  |  |                 |                 |                 |                 |                                    |                                    |                                    |                                    |                                                |                                                |                                                |                                                |                                                |                                                |                               |                               |                                                 |                                                 |                                                 |                                                 |                                                 |                                                 |                       |                       |                       |                       |
|                                     |                                     |                                     |                                     |                                     |                                     |  |  |                                            |                                            |                                            |                                            |                                            |                                            |                                   |                                   |                                   |                                   | Jehan Mansart (maître maçon)    | Jehan Mansart (maître maçon)    | Jehan Mansart (maître maçon)    | Jehan Mansart (maître maçon)    | Jehan Mansart (maître maçon)  | Jehan Mansart (maître maçon)  |                                              |                                              |                                              |                                              |                                              |                                              | Jacques Le Roy (maître maçon) | Jacques Le Roy (maître maçon) | Jacques Le Roy (maître maçon)              | Jacques Le Roy (maître maçon)              | Jacques Le Roy (maître maçon)              | Jacques Le Roy (maître maçon)              |                                                   |                                                   |                                                   |                                                   |                                                                       |                                                                       |                                                                       |                                                                       |                                                                       |                                                                       |  |  |                 |                 |                 |                 |                                    |                                    |                                    |                                    |                                                |                                                |                                                |                                                |                                                |                                                |                               |                               |                                                 |                                                 |                                                 |                                                 |                                                 |                                                 |                       |                       |                       |                       |
|                                     |                                     |                                     |                                     |                                     |                                     |  |  |                                            |                                            |                                            |                                            |                                            |                                            |                                   |                                   |                                   |                                   | Absalon Mansart (charpentier)   | Absalon Mansart (charpentier)   | Absalon Mansart (charpentier)   | Absalon Mansart (charpentier)   | Absalon Mansart (charpentier) | Absalon Mansart (charpentier) |                                              |                                              |                                              |                                              |                                              |                                              | Michelle Le Roy               | Michelle Le Roy               | Michelle Le Roy                            | Michelle Le Roy                            | Michelle Le Roy                            | Michelle Le Roy                            |                                                   |                                                   |                                                   |                                                   |                                                                       |                                                                       |                                                                       |                                                                       |                                                                       |                                                                       |  |  |                 |                 |                 |                 |                                    |                                    |                                    |                                    |                                                |                                                |                                                |                                                |                                                |                                                |                               |                               |                                                 |                                                 |                                                 |                                                 |                                                 |                                                 |                       |                       |                       |                       |
|                                     |                                     |                                     |                                     |                                     |                                     |  |  |                                            |                                            |                                            |                                            |                                            |                                            |                                   |                                   |                                   |                                   | Absalon Mansart (charpentier)   | Absalon Mansart (charpentier)   | Absalon Mansart (charpentier)   | Absalon Mansart (charpentier)   | Absalon Mansart (charpentier) | Absalon Mansart (charpentier) |                                              |                                              |                                              |                                              |                                              |                                              | Michelle Le Roy               | Michelle Le Roy               | Michelle Le Roy                            | Michelle Le Roy                            | Michelle Le Roy                            | Michelle Le Roy                            |                                                   |                                                   |                                                   |                                                   |                                                                       |                                                                       |                                                                       |                                                                       |                                                                       |                                                                       |  |  |                 |                 |                 |                 |                                    |                                    |                                    |                                    |                                                |                                                |                                                |                                                |                                                |                                                |                               |                               |                                                 |                                                 |                                                 |                                                 |                                                 |                                                 |                       |                       |                       |                       |
|                                     |                                     |                                     |                                     |                                     |                                     |  |  |                                            |                                            |                                            |                                            |                                            |                                            |                                   |                                   |                                   |                                   |                                 |                                 |                                 |                                 |                               |                               |                                              |                                              |                                              |                                              |                                              |                                              |                               |                               |                                            |                                            |                                            |                                            |                                                   |                                                   |                                                   |                                                   |                                                                       |                                                                       |                                                                       |                                                                       |                                                                       |                                                                       |  |  |                 |                 |                 |                 |                                    |                                    |                                    |                                    |                                                |                                                |                                                |                                                |                                                |                                                |                               |                               |                                                 |                                                 |                                                 |                                                 |                                                 |                                                 |                       |                       |                       |                       |
|                                     |                                     |                                     |                                     |                                     |                                     |  |  |                                            |                                            |                                            |                                            |                                            |                                            |                                   |                                   |                                   |                                   |                                 |                                 |                                 |                                 |                               |                               |                                              |                                              |                                              |                                              |                                              |                                              |                               |                               |                                            |                                            |                                            |                                            |                                                   |                                                   |                                                   |                                                   |                                                                       |                                                                       |                                                                       |                                                                       |                                                                       |                                                                       |  |  |                 |                 |                 |                 |                                    |                                    |                                    |                                    |                                                |                                                |                                                |                                                |                                                |                                                |                               |                               |                                                 |                                                 |                                                 |                                                 |                                                 |                                                 |                       |                       |                       |                       |
|                                     |                                     |                                     |                                     |                                     |                                     |  |  | Germain Gaultier (sculpteur et architecte) | Germain Gaultier (sculpteur et architecte) | Germain Gaultier (sculpteur et architecte) | Germain Gaultier (sculpteur et architecte) | Germain Gaultier (sculpteur et architecte) | Germain Gaultier (sculpteur et architecte) |                                   |                                   |                                   |                                   |                                 |                                 | Marie Mansart                   | Marie Mansart                   | Marie Mansart                 | Marie Mansart                 | Marie Mansart                                | Marie Mansart                                |                                              |                                              | François Mansart (architecte)                | François Mansart (architecte)                | François Mansart (architecte) | François Mansart (architecte) | François Mansart (architecte)              | François Mansart (architecte)              |                                            |                                            |                                                   |                                                   |                                                   |                                                   |                                                                       |                                                                       |                                                                       |                                                                       |                                                                       |                                                                       |  |  |                 |                 |                 |                 |                                    |                                    |                                    |                                    | Frémin de Cotte (ingénieur, architecte du roi) | Frémin de Cotte (ingénieur, architecte du roi) | Frémin de Cotte (ingénieur, architecte du roi) | Frémin de Cotte (ingénieur, architecte du roi) | Frémin de Cotte (ingénieur, architecte du roi) | Frémin de Cotte (ingénieur, architecte du roi) |                               |                               |                                                 |                                                 |                                                 |                                                 |                                                 |                                                 |                       |                       |                       |                       |
|                                     |                                     |                                     |                                     |                                     |                                     |  |  | Germain Gaultier (sculpteur et architecte) | Germain Gaultier (sculpteur et architecte) | Germain Gaultier (sculpteur et architecte) | Germain Gaultier (sculpteur et architecte) | Germain Gaultier (sculpteur et architecte) | Germain Gaultier (sculpteur et architecte) |                                   |                                   |                                   |                                   |                                 |                                 | Marie Mansart                   | Marie Mansart                   | Marie Mansart                 | Marie Mansart                 | Marie Mansart                                | Marie Mansart                                |                                              |                                              | François Mansart (architecte)                | François Mansart (architecte)                | François Mansart (architecte) | François Mansart (architecte) | François Mansart (architecte)              | François Mansart (architecte)              |                                            |                                            |                                                   |                                                   |                                                   |                                                   |                                                                       |                                                                       |                                                                       |                                                                       |                                                                       |                                                                       |  |  |                 |                 |                 |                 |                                    |                                    |                                    |                                    | Frémin de Cotte (ingénieur, architecte du roi) | Frémin de Cotte (ingénieur, architecte du roi) | Frémin de Cotte (ingénieur, architecte du roi) | Frémin de Cotte (ingénieur, architecte du roi) | Frémin de Cotte (ingénieur, architecte du roi) | Frémin de Cotte (ingénieur, architecte du roi) |                               |                               |                                                 |                                                 |                                                 |                                                 |                                                 |                                                 |                       |                       |                       |                       |
|                                     |                                     |                                     |                                     |                                     |                                     |  |  |                                            |                                            |                                            |                                            |                                            |                                            |                                   |                                   |                                   |                                   |                                 |                                 |                                 |                                 |                               |                               |                                              |                                              |                                              |                                              |                                              |                                              |                               |                               |                                            |                                            |                                            |                                            |                                                   |                                                   |                                                   |                                                   |                                                                       |                                                                       |                                                                       |                                                                       |                                                                       |                                                                       |  |  |                 |                 |                 |                 |                                    |                                    |                                    |                                    |                                                |                                                |                                                |                                                |                                                |                                                |                               |                               |                                                 |                                                 |                                                 |                                                 |                                                 |                                                 |                       |                       |                       |                       |
|                                     |                                     |                                     |                                     |                                     |                                     |  |  |                                            |                                            |                                            |                                            |                                            |                                            |                                   |                                   |                                   |                                   |                                 |                                 |                                 |                                 |                               |                               |                                              |                                              |                                              |                                              |                                              |                                              |                               |                               |                                            |                                            |                                            |                                            |                                                   |                                                   |                                                   |                                                   |                                                                       |                                                                       |                                                                       |                                                                       |                                                                       |                                                                       |  |  |                 |                 |                 |                 |                                    |                                    |                                    |                                    |                                                |                                                |                                                |                                                |                                                |                                                |                               |                               |                                                 |                                                 |                                                 |                                                 |                                                 |                                                 |                       |                       |                       |                       |
|                                     |                                     |                                     |                                     |                                     |                                     |  |  |                                            |                                            |                                            |                                            |                                            |                                            |                                   |                                   |                                   |                                   |                                 |                                 |                                 |                                 |                               |                               |                                              |                                              |                                              |                                              |                                              |                                              |                               |                               |                                            |                                            |                                            |                                            |                                                   |                                                   |                                                   |                                                   |                                                                       |                                                                       |                                                                       |                                                                       |                                                                       |                                                                       |  |  |                 |                 |                 |                 |                                    |                                    |                                    |                                    |                                                |                                                |                                                |                                                |                                                |                                                |                               |                               |                                                 |                                                 |                                                 |                                                 |                                                 |                                                 |                       |                       |                       |                       |
| Edme Delisle (peintre)              | Edme Delisle (peintre)              | Edme Delisle (peintre)              | Edme Delisle (peintre)              | Edme Delisle (peintre)              | Edme Delisle (peintre)              |  |  | Michelle Gaultier                          | Michelle Gaultier                          | Michelle Gaultier                          | Michelle Gaultier                          | Michelle Gaultier                          | Michelle Gaultier                          |                                   |                                   |                                   |                                   |                                 |                                 | Marie Gaultier                  | Marie Gaultier                  | Marie Gaultier                | Marie Gaultier                | Marie Gaultier                               | Marie Gaultier                               |                                              |                                              |                                              |                                              |                               |                               | Raphaël Hardouin (peintre)                 | Raphaël Hardouin (peintre)                 | Raphaël Hardouin (peintre)                 | Raphaël Hardouin (peintre)                 | Raphaël Hardouin (peintre)                        | Raphaël Hardouin (peintre)                        |                                                   |                                                   | Nicolas Bodin (Conseiller du roi, Trésorier de la Prévôté de l'Hôtel) | Nicolas Bodin (Conseiller du roi, Trésorier de la Prévôté de l'Hôtel) | Nicolas Bodin (Conseiller du roi, Trésorier de la Prévôté de l'Hôtel) | Nicolas Bodin (Conseiller du roi, Trésorier de la Prévôté de l'Hôtel) | Nicolas Bodin (Conseiller du roi, Trésorier de la Prévôté de l'Hôtel) | Nicolas Bodin (Conseiller du roi, Trésorier de la Prévôté de l'Hôtel) |  |  | Madeleine Adam  | Madeleine Adam  | Madeleine Adam  | Madeleine Adam  | Madeleine Adam                     | Madeleine Adam                     |                                    |                                    | Charles de Cotte                               | Charles de Cotte                               | Charles de Cotte                               | Charles de Cotte                               | Charles de Cotte                               | Charles de Cotte                               |                               |                               | Anne Du Fay                                     | Anne Du Fay                                     | Anne Du Fay                                     | Anne Du Fay                                     | Anne Du Fay                                     | Anne Du Fay                                     |                       |                       |                       |                       |
| Edme Delisle (peintre)              | Edme Delisle (peintre)              | Edme Delisle (peintre)              | Edme Delisle (peintre)              | Edme Delisle (peintre)              | Edme Delisle (peintre)              |  |  | Michelle Gaultier                          | Michelle Gaultier                          | Michelle Gaultier                          | Michelle Gaultier                          | Michelle Gaultier                          | Michelle Gaultier                          |                                   |                                   |                                   |                                   |                                 |                                 | Marie Gaultier                  | Marie Gaultier                  | Marie Gaultier                | Marie Gaultier                | Marie Gaultier                               | Marie Gaultier                               |                                              |                                              |                                              |                                              |                               |                               | Raphaël Hardouin (peintre)                 | Raphaël Hardouin (peintre)                 | Raphaël Hardouin (peintre)                 | Raphaël Hardouin (peintre)                 | Raphaël Hardouin (peintre)                        | Raphaël Hardouin (peintre)                        |                                                   |                                                   | Nicolas Bodin (Conseiller du roi, Trésorier de la Prévôté de l'Hôtel) | Nicolas Bodin (Conseiller du roi, Trésorier de la Prévôté de l'Hôtel) | Nicolas Bodin (Conseiller du roi, Trésorier de la Prévôté de l'Hôtel) | Nicolas Bodin (Conseiller du roi, Trésorier de la Prévôté de l'Hôtel) | Nicolas Bodin (Conseiller du roi, Trésorier de la Prévôté de l'Hôtel) | Nicolas Bodin (Conseiller du roi, Trésorier de la Prévôté de l'Hôtel) |  |  | Madeleine Adam  | Madeleine Adam  | Madeleine Adam  | Madeleine Adam  | Madeleine Adam                     | Madeleine Adam                     |                                    |                                    | Charles de Cotte                               | Charles de Cotte                               | Charles de Cotte                               | Charles de Cotte                               | Charles de Cotte                               | Charles de Cotte                               |                               |                               | Anne Du Fay                                     | Anne Du Fay                                     | Anne Du Fay                                     | Anne Du Fay                                     | Anne Du Fay                                     | Anne Du Fay                                     |                       |                       |                       |                       |
|                                     |                                     |                                     |                                     |                                     |                                     |  |  |                                            |                                            |                                            |                                            |                                            |                                            |                                   |                                   |                                   |                                   |                                 |                                 |                                 |                                 |                               |                               |                                              |                                              |                                              |                                              |                                              |                                              |                               |                               |                                            |                                            |                                            |                                            |                                                   |                                                   |                                                   |                                                   |                                                                       |                                                                       |                                                                       |                                                                       |                                                                       |                                                                       |  |  |                 |                 |                 |                 |                                    |                                    |                                    |                                    |                                                |                                                |                                                |                                                |                                                |                                                |                               |                               |                                                 |                                                 |                                                 |                                                 |                                                 |                                                 |                       |                       |                       |                       |
|                                     |                                     |                                     |                                     |                                     |                                     |  |  |                                            |                                            |                                            |                                            |                                            |                                            |                                   |                                   |                                   |                                   |                                 |                                 |                                 |                                 |                               |                               |                                              |                                              |                                              |                                              |                                              |                                              |                               |                               |                                            |                                            |                                            |                                            |                                                   |                                                   |                                                   |                                                   |                                                                       |                                                                       |                                                                       |                                                                       |                                                                       |                                                                       |  |  |                 |                 |                 |                 |                                    |                                    |                                    |                                    |                                                |                                                |                                                |                                                |                                                |                                                |                               |                               |                                                 |                                                 |                                                 |                                                 |                                                 |                                                 |                       |                       |                       |                       |
|                                     |                                     |                                     |                                     |                                     |                                     |  |  |                                            |                                            |                                            |                                            |                                            |                                            |                                   |                                   |                                   |                                   |                                 |                                 |                                 |                                 |                               |                               |                                              |                                              |                                              |                                              |                                              |                                              |                               |                               |                                            |                                            |                                            |                                            |                                                   |                                                   |                                                   |                                                   |                                                                       |                                                                       |                                                                       |                                                                       |                                                                       |                                                                       |  |  |                 |                 |                 |                 |                                    |                                    |                                    |                                    |                                                |                                                |                                                |                                                |                                                |                                                |                               |                               |                                                 |                                                 |                                                 |                                                 |                                                 |                                                 |                       |                       |                       |                       |
| Pierre Delisle-Mansart (architecte) | Pierre Delisle-Mansart (architecte) | Pierre Delisle-Mansart (architecte) | Pierre Delisle-Mansart (architecte) | Pierre Delisle-Mansart (architecte) | Pierre Delisle-Mansart (architecte) |  |  | Marie Delisle                              | Marie Delisle                              | Marie Delisle                              | Marie Delisle                              | Marie Delisle                              | Marie Delisle                              |                                   |                                   | Jacques IV Gabriel (architecte)   | Jacques IV Gabriel (architecte)   | Jacques IV Gabriel (architecte) | Jacques IV Gabriel (architecte) | Jacques IV Gabriel (architecte) | Jacques IV Gabriel (architecte) |                               |                               | Michel Hardouin (architecte)                 | Michel Hardouin (architecte)                 | Michel Hardouin (architecte)                 | Michel Hardouin (architecte)                 | Michel Hardouin (architecte)                 | Michel Hardouin (architecte)                 |                               |                               | Jules Hardouin-Mansart (architecte)        | Jules Hardouin-Mansart (architecte)        | Jules Hardouin-Mansart (architecte)        | Jules Hardouin-Mansart (architecte)        | Jules Hardouin-Mansart (architecte)               | Jules Hardouin-Mansart (architecte)               |                                                   |                                                   | Anne Bodin                                                            | Anne Bodin                                                            | Anne Bodin                                                            | Anne Bodin                                                            | Anne Bodin                                                            | Anne Bodin                                                            |  |  | Catherine Bodin | Catherine Bodin | Catherine Bodin | Catherine Bodin | Catherine Bodin                    | Catherine Bodin                    |                                    |                                    | Robert de Cotte (architecte)                   | Robert de Cotte (architecte)                   | Robert de Cotte (architecte)                   | Robert de Cotte (architecte)                   | Robert de Cotte (architecte)                   | Robert de Cotte (architecte)                   |                               |                               | Louis de Cotte (architecte)                     | Louis de Cotte (architecte)                     | Louis de Cotte (architecte)                     | Louis de Cotte (architecte)                     | Louis de Cotte (architecte)                     | Louis de Cotte (architecte)                     |                       |                       |                       |                       |
| Pierre Delisle-Mansart (architecte) | Pierre Delisle-Mansart (architecte) | Pierre Delisle-Mansart (architecte) | Pierre Delisle-Mansart (architecte) | Pierre Delisle-Mansart (architecte) | Pierre Delisle-Mansart (architecte) |  |  | Marie Delisle                              | Marie Delisle                              | Marie Delisle                              | Marie Delisle                              | Marie Delisle                              | Marie Delisle                              |                                   |                                   | Jacques IV Gabriel (architecte)   | Jacques IV Gabriel (architecte)   | Jacques IV Gabriel (architecte) | Jacques IV Gabriel (architecte) | Jacques IV Gabriel (architecte) | Jacques IV Gabriel (architecte) |                               |                               | Michel Hardouin (architecte)                 | Michel Hardouin (architecte)                 | Michel Hardouin (architecte)                 | Michel Hardouin (architecte)                 | Michel Hardouin (architecte)                 | Michel Hardouin (architecte)                 |                               |                               | Jules Hardouin-Mansart (architecte)        | Jules Hardouin-Mansart (architecte)        | Jules Hardouin-Mansart (architecte)        | Jules Hardouin-Mansart (architecte)        | Jules Hardouin-Mansart (architecte)               | Jules Hardouin-Mansart (architecte)               |                                                   |                                                   | Anne Bodin                                                            | Anne Bodin                                                            | Anne Bodin                                                            | Anne Bodin                                                            | Anne Bodin                                                            | Anne Bodin                                                            |  |  | Catherine Bodin | Catherine Bodin | Catherine Bodin | Catherine Bodin | Catherine Bodin                    | Catherine Bodin                    |                                    |                                    | Robert de Cotte (architecte)                   | Robert de Cotte (architecte)                   | Robert de Cotte (architecte)                   | Robert de Cotte (architecte)                   | Robert de Cotte (architecte)                   | Robert de Cotte (architecte)                   |                               |                               | Louis de Cotte (architecte)                     | Louis de Cotte (architecte)                     | Louis de Cotte (architecte)                     | Louis de Cotte (architecte)                     | Louis de Cotte (architecte)                     | Louis de Cotte (architecte)                     |                       |                       |                       |                       |
|                                     |                                     |                                     |                                     |                                     |                                     |  |  |                                            |                                            |                                            |                                            |                                            |                                            |                                   |                                   |                                   |                                   |                                 |                                 |                                 |                                 |                               |                               |                                              |                                              |                                              |                                              |                                              |                                              |                               |                               |                                            |                                            |                                            |                                            |                                                   |                                                   |                                                   |                                                   |                                                                       |                                                                       |                                                                       |                                                                       |                                                                       |                                                                       |  |  |                 |                 |                 |                 |                                    |                                    |                                    |                                    |                                                |                                                |                                                |                                                |                                                |                                                |                               |                               |                                                 |                                                 |                                                 |                                                 |                                                 |                                                 |                       |                       |                       |                       |
|                                     |                                     |                                     |                                     |                                     |                                     |  |  |                                            |                                            |                                            |                                            |                                            |                                            |                                   |                                   |                                   |                                   |                                 |                                 |                                 |                                 |                               |                               |                                              |                                              |                                              |                                              |                                              |                                              |                               |                               |                                            |                                            |                                            |                                            |                                                   |                                                   |                                                   |                                                   |                                                                       |                                                                       |                                                                       |                                                                       |                                                                       |                                                                       |  |  |                 |                 |                 |                 |                                    |                                    |                                    |                                    |                                                |                                                |                                                |                                                |                                                |                                                |                               |                               |                                                 |                                                 |                                                 |                                                 |                                                 |                                                 |                       |                       |                       |                       |
|                                     |                                     |                                     |                                     |                                     |                                     |  |  |                                            |                                            |                                            |                                            | Jacques V Gabriel (architecte)             | Jacques V Gabriel (architecte)             | Jacques V Gabriel (architecte)    | Jacques V Gabriel (architecte)    | Jacques V Gabriel (architecte)    | Jacques V Gabriel (architecte)    |                                 |                                 |                                 |                                 |                               |                               | Jules Michel Alexandre Hardouin (architecte) | Jules Michel Alexandre Hardouin (architecte) | Jules Michel Alexandre Hardouin (architecte) | Jules Michel Alexandre Hardouin (architecte) | Jules Michel Alexandre Hardouin (architecte) | Jules Michel Alexandre Hardouin (architecte) |                               |                               |                                            |                                            |                                            |                                            | Jacques Hardouin-Mansart (Président au Parlement) | Jacques Hardouin-Mansart (Président au Parlement) | Jacques Hardouin-Mansart (Président au Parlement) | Jacques Hardouin-Mansart (Président au Parlement) | Jacques Hardouin-Mansart (Président au Parlement)                     | Jacques Hardouin-Mansart (Président au Parlement)                     |                                                                       |                                                                       |                                                                       |                                                                       |  |  |                 |                 |                 |                 | Jules-Robert de Cotte (architecte) | Jules-Robert de Cotte (architecte) | Jules-Robert de Cotte (architecte) | Jules-Robert de Cotte (architecte) | Jules-Robert de Cotte (architecte)             | Jules-Robert de Cotte (architecte)             |                                                |                                                | Marie-Anne Catherine de Cotte                  | Marie-Anne Catherine de Cotte                  | Marie-Anne Catherine de Cotte | Marie-Anne Catherine de Cotte | Marie-Anne Catherine de Cotte                   | Marie-Anne Catherine de Cotte                   |                                                 |                                                 | Charles Louis Thourou                           | Charles Louis Thourou                           | Charles Louis Thourou | Charles Louis Thourou | Charles Louis Thourou | Charles Louis Thourou |
|                                     |                                     |                                     |                                     |                                     |                                     |  |  |                                            |                                            |                                            |                                            | Jacques V Gabriel (architecte)             | Jacques V Gabriel (architecte)             | Jacques V Gabriel (architecte)    | Jacques V Gabriel (architecte)    | Jacques V Gabriel (architecte)    | Jacques V Gabriel (architecte)    |                                 |                                 |                                 |                                 |                               |                               | Jules Michel Alexandre Hardouin (architecte) | Jules Michel Alexandre Hardouin (architecte) | Jules Michel Alexandre Hardouin (architecte) | Jules Michel Alexandre Hardouin (architecte) | Jules Michel Alexandre Hardouin (architecte) | Jules Michel Alexandre Hardouin (architecte) |                               |                               |                                            |                                            |                                            |                                            | Jacques Hardouin-Mansart (Président au Parlement) | Jacques Hardouin-Mansart (Président au Parlement) | Jacques Hardouin-Mansart (Président au Parlement) | Jacques Hardouin-Mansart (Président au Parlement) | Jacques Hardouin-Mansart (Président au Parlement)                     | Jacques Hardouin-Mansart (Président au Parlement)                     |                                                                       |                                                                       |                                                                       |                                                                       |  |  |                 |                 |                 |                 | Jules-Robert de Cotte (architecte) | Jules-Robert de Cotte (architecte) | Jules-Robert de Cotte (architecte) | Jules-Robert de Cotte (architecte) | Jules-Robert de Cotte (architecte)             | Jules-Robert de Cotte (architecte)             |                                                |                                                | Marie-Anne Catherine de Cotte                  | Marie-Anne Catherine de Cotte                  | Marie-Anne Catherine de Cotte | Marie-Anne Catherine de Cotte | Marie-Anne Catherine de Cotte                   | Marie-Anne Catherine de Cotte                   |                                                 |                                                 | Charles Louis Thourou                           | Charles Louis Thourou                           | Charles Louis Thourou | Charles Louis Thourou | Charles Louis Thourou | Charles Louis Thourou |
|                                     |                                     |                                     |                                     |                                     |                                     |  |  |                                            |                                            |                                            |                                            |                                            |                                            |                                   |                                   |                                   |                                   |                                 |                                 |                                 |                                 |                               |                               |                                              |                                              |                                              |                                              |                                              |                                              |                               |                               |                                            |                                            |                                            |                                            |                                                   |                                                   |                                                   |                                                   |                                                                       |                                                                       |                                                                       |                                                                       |                                                                       |                                                                       |  |  |                 |                 |                 |                 |                                    |                                    |                                    |                                    |                                                |                                                |                                                |                                                |                                                |                                                |                               |                               |                                                 |                                                 |                                                 |                                                 |                                                 |                                                 |                       |                       |                       |                       |
|                                     |                                     |                                     |                                     |                                     |                                     |  |  |                                            |                                            |                                            |                                            |                                            |                                            |                                   |                                   |                                   |                                   |                                 |                                 |                                 |                                 |                               |                               |                                              |                                              |                                              |                                              |                                              |                                              |                               |                               |                                            |                                            |                                            |                                            |                                                   |                                                   |                                                   |                                                   |                                                                       |                                                                       |                                                                       |                                                                       |                                                                       |                                                                       |  |  |                 |                 |                 |                 |                                    |                                    |                                    |                                    |                                                |                                                |                                                |                                                |                                                |                                                |                               |                               |                                                 |                                                 |                                                 |                                                 |                                                 |                                                 |                       |                       |                       |                       |
|                                     |                                     |                                     |                                     |                                     |                                     |  |  |                                            |                                            |                                            |                                            | Ange-Jacques Gabriel (architecte)          | Ange-Jacques Gabriel (architecte)          | Ange-Jacques Gabriel (architecte) | Ange-Jacques Gabriel (architecte) | Ange-Jacques Gabriel (architecte) | Ange-Jacques Gabriel (architecte) |                                 |                                 |                                 |                                 |                               |                               |                                              |                                              |                                              |                                              |                                              |                                              |                               |                               | Jean Hardouin-Mansart de Jouy (architecte) | Jean Hardouin-Mansart de Jouy (architecte) | Jean Hardouin-Mansart de Jouy (architecte) | Jean Hardouin-Mansart de Jouy (architecte) | Jean Hardouin-Mansart de Jouy (architecte)        | Jean Hardouin-Mansart de Jouy (architecte)        |                                                   |                                                   | Jacques Hardouin-Mansart de Sagonne (architecte)                      | Jacques Hardouin-Mansart de Sagonne (architecte)                      | Jacques Hardouin-Mansart de Sagonne (architecte)                      | Jacques Hardouin-Mansart de Sagonne (architecte)                      | Jacques Hardouin-Mansart de Sagonne (architecte)                      | Jacques Hardouin-Mansart de Sagonne (architecte)                      |  |  |                 |                 |                 |                 |                                    |                                    |                                    |                                    |                                                |                                                |                                                |                                                |                                                |                                                |                               |                               | Louis-François Thourou de Moranzel (architecte) | Louis-François Thourou de Moranzel (architecte) | Louis-François Thourou de Moranzel (architecte) | Louis-François Thourou de Moranzel (architecte) | Louis-François Thourou de Moranzel (architecte) | Louis-François Thourou de Moranzel (architecte) |                       |                       |                       |                       |
|                                     |                                     |                                     |                                     |                                     |                                     |  |  |                                            |                                            |                                            |                                            | Ange-Jacques Gabriel (architecte)          | Ange-Jacques Gabriel (architecte)          | Ange-Jacques Gabriel (architecte) | Ange-Jacques Gabriel (architecte) | Ange-Jacques Gabriel (architecte) | Ange-Jacques Gabriel (architecte) |                                 |                                 |                                 |                                 |                               |                               |                                              |                                              |                                              |                                              |                                              |                                              |                               |                               | Jean Hardouin-Mansart de Jouy (architecte) | Jean Hardouin-Mansart de Jouy (architecte) | Jean Hardouin-Mansart de Jouy (architecte) | Jean Hardouin-Mansart de Jouy (architecte) | Jean Hardouin-Mansart de Jouy (architecte)        | Jean Hardouin-Mansart de Jouy (architecte)        |                                                   |                                                   | Jacques Hardouin-Mansart de Sagonne (architecte)                      | Jacques Hardouin-Mansart de Sagonne (architecte)                      | Jacques Hardouin-Mansart de Sagonne (architecte)                      | Jacques Hardouin-Mansart de Sagonne (architecte)                      | Jacques Hardouin-Mansart de Sagonne (architecte)                      | Jacques Hardouin-Mansart de Sagonne (architecte)                      |  |  |                 |                 |                 |                 |                                    |                                    |                                    |                                    |                                                |                                                |                                                |                                                |                                                |                                                |                               |                               | Louis-François Thourou de Moranzel (architecte) | Louis-François Thourou de Moranzel (architecte) | Louis-François Thourou de Moranzel (architecte) | Louis-François Thourou de Moranzel (architecte) | Louis-François Thourou de Moranzel (architecte) | Louis-François Thourou de Moranzel (architecte) |                       |                       |                       |                       |
|                                     |                                     |                                     |                                     |                                     |                                     |  |  |                                            |                                            |                                            |                                            | Ange-Antoine Gabriel (architecte)          |                                            |                                   |                                   |                                   |                                   |                                 |                                 |                                 |                                 |                               |                               |                                              |                                              |                                              |                                              |                                              |                                              |                               |                               |                                            |                                            |                                            |                                            |                                                   |                                                   |                                                   |                                                   |                                                                       |                                                                       |                                                                       |                                                                       |                                                                       |                                                                       |  |  |                 |                 |                 |                 |                                    |                                    |                                    |                                    |                                                |                                                |                                                |                                                |                                                |                                                |                               |                               |                                                 |                                                 |                                                 |                                                 |                                                 |                                                 |                       |                       |                       |                       |

### Sources et bibliographie
- Charles Bauchal, Nouveau dictionnaire biographique et critique des architectes français, p. 435, Librairie générale de l'architecture et des travaux publics, Paris, 1887 (lire en ligne (vue 455))
- Adolphe Lance, Dictionnaire des architectes français, tome 2, L - Z, p. 156, Vve A. Morel et Cie, éditeurs, Paris, 1872 (lire en ligne (vue 167)
- Michel Gallet, Les architectes parisiens du XVIIIe siècle. Dictionnaire biographique et critique, p. 370-371, Éditions Mengès, Paris, 1995  (ISBN 2-8562-0370-1)
- Henry Lemonnier, W. Viennot, Procès-verbaux de l'Académie Royale d'Architecture, 1671-1793, Tome X Table générale, p. 174, Librairie Armand Colin, Paris, 1926 (lire en ligne)